# It's Greek to Me-ow!

Đầu tập "It's Greek to Me-ow!"

It's Greek to Me-ow là một tập Tom và Jerry được sản xuất năm 1961 do Gene Deitch và William L. Snyder sản xuất.